# Wanarat Ratsameerat
Wanarat Ratsameerat (วอร์ วนรัตน์ รัศมีรัตน์; nascido em 23 de junho de 1994), mais conhecido pelo apelido War (วอร์) é um ator, cantor e ceramista tailandês. Ele é mais conhecido por seus papéis em En Of Love: Love Mechanics (2020) e Jack & Joker: U Steal My Heart! (2024).

## Início da vida e educação
Ratsameerat nasceu em Khon Kaen, Tailândia. Ele tem uma irmã mais velha e uma irmã mais nova. Em 2017, ele se formou pela Faculdade de Arquitetura da Universidade de Khon Kaen.

## Carreira
Em 2016, ele estreou como ator com o curta-metragem Because I Love You da série The Right Man. Em 2018, ele se juntou à empresa de entretenimento Rookie Thailand.
Em março de 2019, foi anunciado que ele interpretaria o papel de Mark, um estudante de engenharia e o protagonista principal na 2ª história de En of Love, intitulada Love Mechanics.
Mesmo com 3,5 episódios curtos, essa história e casal em particular em En of Love receberam o maior amor dos fãs na Tailândia, bem como internacionalmente, ganhando milhões de visualizações na Line TV e no YouTube. O último episódio de Love Mechanics rendeu mais de 1 milhão de tweets, sendo tendência em muitos países diferentes e número um no mundo todo.
O sucesso da série junto com a química transbordante dos dois atores principais lançou o casal shippado chamado YinWar, que é o nome combinado de Wanarat (War) com a co-estrela Anan Wong (Yin). Apesar de sua série ter apenas alguns episódios, essa dupla conseguiu se tornar uma das mais comentadas em 2020, ganhando muitos endossos, aparições em eventos e shows, e indicações em várias categorias de prêmios.
Devido à popularidade de YinWar e En Of Love: Love Mechanics, em outubro de 2020, uma série completa chamada Love Mechanics The Series foi anunciada para ir ao ar em 2021 pelo Studio Wabi Sabi, que consistiria em 16 episódios no total. No início de 2021, a Rookie Thailand anunciou que Love Mechanics não seria mais produzida pelo Studio Wabi Sabi. Em setembro de 2021, a WeTV revelou que Love Mechanics faria parte de sua programação de 2022. Esta série foi uma colaboração entre a Rookie Thailand e a WeTV, e foi dirigida por Lit Samajarn.
Junto com o anúncio da série completa, o novo show de Wanarat com seu parceiro Anan na tela chamado WxY também foi anunciado. Estreou em dezembro de 2020 no canal da Rookie Thailand no YouTube.
Wanarat fez sua estreia oficial como cantor quando ele e Anan participaram de uma música chamada Ta Taek, das rappers tailandeses Milli e Wonderframe. A música foi lançada em dezembro de 2020 em diferentes plataformas musicais e um videoclipe oficial estrelado por todos os quatro artistas também foi lançado no mesmo dia no YouTube.
Em 20 de outubro de 2020, ele lançou um single chamado "Missing Baby" junto com seu colega, Kanawut Traipipattanapong.
Em 10 de março de 2021, Wanarat lançou sua primeira música oficial On Mai Keng, que é um dueto com Anan. Em 18 de março de 2021, uma semana após a data de lançamento da música, um videoclipe oficial com os dois foi carregado no YouTube.
A Rookie Thailand divulgou um comunicado: War Wanarat, Yin Anan e Prom Ratchapat decidiram ser atores freelancers e seus contratos expiraram em 31 de janeiro de 2022.

## Vida pessoal
Em julho de 2020, Wanarat, junto com seus colegas de gravadora e amigos próximos Anan Wong e Ratchapat Worrasarn, lançaram sua primeira marca de roupas com o nome "Sobyohey". Ele também é ceramista e gostaria de fazer uma exposição de suas cerâmicas.

## Filmografia

### Cinema
| Ano  | Título                             | Personagem   | Notas           |
| ---- | ---------------------------------- | ------------ | --------------- |
| 2016 | The Right Man - Because I Love You | Than         | Papel principal |
| 2022 | Pah Phee Bok                       | Achi/Bakkhun | Papel principal |
| 2024 | Taklee Genesis                     | Kong         | Papel principal |

### Televisão
| Ano  | Título                          | Personagem | Notas            | Canal     |
| ---- | ------------------------------- | ---------- | ---------------- | --------- |
| 2017 | Onli(n)e                        | Tep        | Papel recorrente |           |
| 2018 | Transistor Love Story           | Don        | Papel recorrente | GMM 25    |
| 2018 | Way Back Home                   | Kit        | Papel convidado  | Channel 3 |
| 2022 | Love Mechanics The Series       | Mark       | Papel principal  | WeTV      |
| 2024 | Jack & Joker: U Steal My Heart! | Jocker     | Papel principal  | Channel 3 |

## Prêmios e indicações
| Ano  | Associações                     | Categoria                         | Nomeações                  | Resultado                                |
| ---- | ------------------------------- | --------------------------------- | -------------------------- | ---------------------------------------- |
| 2021 | Kazz Awards 2021                | Jovem Ator do Ano                 | —                          | Venceu                                   |
| 2021 | Siam Series Awards 2021         | O Novo Ator Mais Popular          | —                          | Venceu                                   |
| 2021 | Yniverese Awards 2020           | Gêmeos do Yniverso                | En of Love: Love Mechanics | Venceram (junto com Wanarat Ratsameerat) |
| 2021 | T-POP Stage                     | Novato da Semana (Semana 7)       | อ้อนไม่เก่ง (On Mai Keng)     | Venceram (junto com Wanarat Ratsameerat) |
| 2021 | T-POP Stage                     | Novato da Semana (Semana 8)       | อ้อนไม่เก่ง (On Mai Keng)     | Venceram (junto com Wanarat Ratsameerat) |
| 2024 | CBLO Awards 2024                | Prêmio de Popularidade            | —                          | Venceu                                   |
| 2024 | Thailand Box Office Awards 2024 | Melhor Ator Coadjuvante de Cinema | Taklee Genesis             | Venceu                                   |